# Хав'єр Манхарін
Хав'єр Манхарін (ісп. Javier Manjarín, нар. 31 грудня 1969, Хіхон) — іспанський футболіст, що грав на позиції нападника.
Виступав, зокрема, за клуби «Спортінг» (Хіхон) та «Депортіво», а також національну збірну Іспанії. У складі збірної — олімпійський чемпіон та учасник чемпіонату Європи 1996 року.

## Клубна кар'єра
У дорослому футболі дебютував 1989 року виступами за команду клубу «Спортінг» (Хіхон), в якій провів чотири сезони, взявши участь у 115 матчах Ла Ліги. Більшість часу, проведеного у складі хіхонського «Спортінга», був основним гравцем атакувальної ланки команди.
У 1993 році Манхарін перейшов в «Депортіво». Цей період став найяскравішим в кар'єрі Манхаріна. Він став одним з ключових футболістів команди і допоміг їй двічі виграти срібло чемпіонату, а також завоювати Кубок і Суперкубок Іспанії. Відіграв за клуб з Ла-Коруньї наступні шість сезонів своєї ігрової кар'єри.
У 1999 році після низки травм та втрати ігрової форми і місця в основі Хав'єр перейшов в «Расінг» з Сантандера. Манхарін мав постійне місце в основі нового клубу, але через старі травми він зміг лише тричі відзначитися голами за два сезони.
У 2001 році, після вильоту клубу до Сегунди, Хав'єр переїхав до Мексики, де по сезону провів за клуби «Атлетіко Селая» та «Сантос Лагуна».
Завершив професійну ігрову кар'єру у клубі «Атлетіко Артейшо», за команду якого виступав протягом сезону 2004/05 років у Сегунді Б. 

## Виступи за збірну
У 1992 році в складі олімпійської збірної Іспанії Хав'єр виграв Олімпійські ігри у Барселоні.
6 вересня 1995 року дебютував в офіційних іграх у складі національної збірної Іспанії в відбірковому матчі чемпіонату Європи 1996 року проти збірної Кіпру, замінивши у другому таймі Хулена Герреро. 15 листопада в поєдинку проти збірної Македонії Хав'єр забив свій перший гол за національну команду. 
У 1996 році Манхарін потрапив у заявку збірної на участь у чемпіонаті Європи у Англії. На турнірі він зіграв у матчах проти збірних Румунії, Англіїта Франції. У поєдинку проти румунів Хав'єр відзначився забитим м'ячем.
Всього протягом кар'єри у національній команді провів у формі головної команди країни 13 матчів, забивши 2 голи.

### Голи за збірну Іспанії
| #  | Дата                | Місце                           | Противник | Рахунок | Результат | Змагання                   |
| -- | ------------------- | ------------------------------- | --------- | ------- | --------- | -------------------------- |
| 1. | 15 листопада 1995   | Мартінес Валеро, Ельче, Іспанія | Македонія | 2:0     | 3:0       | Відбірний турнір Євро 1996 |
| 2. | 18 червня 1996 року | Елланд Роуд, Лідс, Англія       | Румунія   | 0:1     | 1:2       | Чемпіонат Європи 1996      |

## Титули і досягнення
- Володар Кубка Іспанії з футболу (1):

«Депортіво»: 1994—95
- Володар Суперкубка Іспанії з футболу (1):

«Депортіво»: 1995
- Олімпійський чемпіон (1):

Іспанія: 1992